# Lilla Kalvsjön
Lilla Kalvsjön är en sjö i Gnesta kommun i Södermanland och ingår i Trosaåns huvudavrinningsområde.